# بيدرو كوريا (لاعب كرة قدم)
بيدرو كوريا (بالبرتغالية: Pedro das Neves Correia‏) هو لاعب كرة قدم برتغالي، ولد في 22 نوفمبر 1974 في باكوس دي فيريرا في البرتغال. لعب مع نادي باسوش دي فيريرا.

## وصلات خارجية
- بيدرو كوريا (لاعب كرة قدم) على موقع قاعدة بيانات كرة القدم.إي يو (الإنجليزية)